# Amédée Gastoué
Amédée Gastoué (Parigi, 13 marzo 1873 – Clamart, 1º giugno 1943) è stato un organista e musicologo francese.

## Biografia
Ha studiato musica sotto la guida di Lavignac per quanto riguarda l'armonia, di Guilmant per l'organo e di Magnard per la composizione.
Nel 1906 assunse la direzione del Revue du Chant Grégorien e successivamente della Tribune de St.-Gervais.
Ha insegnato canto gregoriano alla Schola Cantorum ed è stato critico musicale della Sémaine Littéraire.
Si è distinto per i suoi interessi e per i suoi studi riguardanti la musica bizantina, la musica armena, la musica gregoriana, la musica rinascimentale, oltreché per la revisione di musiche antiche.
Ha insegnato canto corale e musica medioevale all'Institut catholique de Paris, al Collège Stanislas de Paris a al Lycée Montaigne.
È stato presidente della Société française de musicologie dal 1934 al 1936.
Fu organista e maestro di cappella della Chiesa di San Giovanni Battista a Belleville, dove diede anche concerti; è stato  conferenziere presso l'École des hautes études sociales.
Ha inoltre partecipato alla catalogazione delle collezioni musicali della Biblioteca nazionale di Francia, della biblioteca del Conservatoire national supérieur de musique et de danse de Paris, dell'Opéra national de Paris e della Bibliothèque de l'Arsenal.
Il suo lavoro di ricerca lo portò a collaborare alla scrittura di molte riviste, tra le quali: Musica sacra, Rassegna gregoriana.
Nel 1925 diventò membro dell'Académie des beaux-arts.
Fu elevato alla dignità di Commendatore dell'Ordine Pontificio di San Gregorio Magno da Papa Pio X.
Gastoué è il trisavolo di Emmanuel Trenque, egli stesso organista e direttore di coro.
Tra le sue pubblicazioni principali, annoveriamo: Les origines du chant romain (1907), Cours théorique et pratique de Plain-chant Romain Grégorien (1904), Le Drame liturgique (1906), La musique d'église (1911), L'Education musicale (1911),  Le Cantique populaire en France (1925).

## Opere

### Pubblicazioni
- Le Graduel et l'antiphonaire romains, histoire et description, Jeanin frères, Lione 1913, (facsimile);
- Histoire du chant liturgique à Paris I, Dès origines à la fin des temps carolingiens, Poussielgue, Parigi;
- Cours théorique et pratique de plain-chant romain grégorien, Bureau de l'édition de la Schola cantorum, Parigi, 1904;
- Les Origines du chant romain, l'Antiphonaire grégorien,[5] Alphonse Picard & fils, Parigi, 1907;
- Introduction à la Paléographie musicale byzantine ; Catalogue des manuscrits de musique byzantine de la Bibliothèque nationale de Paris et des Bibliothèques publiques de France, Société internationale de musique et Geuthner, Parigi, 1907;
- César Franck 1822-1890. Notice biographique,1908;
- Nouvelle méthode pratique de chant grégorien, seule entièrement conforme à l'Édition vaticane, Lecoffre, Parigi, 1909;
- Traité d'harmonisation du chant grégorien, Janin frères, Lione 1910;
- L'Art grégorien, collection Maîtres de la musique, Alcan, Parigi;
- Musique et Apologétique : la Musique d'Église, Études historiques, esthétiques et pratiques, Janin frères, Lione, 1911;
- L'orgue en France de l'antiquité au début de la période classique, Schola Cantorum, Parigi, 1921;
- L'église et la musique, Grasset, Parigi 1936;
- Georges Bizet, Dumoulin, Parigi 1938;

### Opere musicali
- Jeanne d'Arc, partizioni (recitazione, voce solista e coro, accompagnamento al pianoforte);
- Viviane, preludio e musica di scene (per il dramma in tre atti di Georges Gourdon);
- Cantiques populaires, tre serie (Parigi, Schola);
- Credo à quatre voix mixtes a cappella pour alterner avec le chant liturgique;
- Petit Salut à deux voix égales et orgue;
- Messes et motets à plusieurs voix.